# Zoho Office Suite
Zoho Office Suite — онлайновый офисный пакет, включающий такие приложения, как текстовый процессор, электронные таблицы, презентации, базы данных, заметки, вики, систему управления взаимоотношениями с клиентами (CRM), управление проектами, ведение бюджета и тому подобное.
Название пакета является несколько переработанной распространенной аббревиатурой SOHO (англ. Small office, home office — малый офис, домашний офис).
Поскольку пакет построен как веб-служба, все его приложения является платформо-независимыми. Zoho является примером бизнес схемы «Программа как услуга» (SaaS), или облачных вычислений, когда приложения выполняются в большей степени на удаленном сервере или на персональном компьютере пользователя. Работа с пакетом осуществляется через веб-браузер.
При использовании на начальном уровне базовый пакет Zoho предоставляется бесплатно, но при более интенсивном и профессиональном использовании, офисный пакет будет на платной основе. Одним из плюсов использования этой системы является полная автоматизация всех бизнес процессов.

## Краткий обзор
Приложения могут использоваться как для создания нужного содержания через интернет, так и для манипуляций с файлами, созданными в других распространенных офисных пакетах. Zoho может читать и писать файлы в форматах Microsoft Office, OpenOffice.org и других систем. Программы из пакета могут быть использованы индивидуально, но предлагаются также дополнительные преимущества интеграции для совместной работы. Файлы данных (документы) можно хранить на серверах Zoho, в также в нескольких партнеров Zoho типа box.net или Omnidrive, которые позволяют синхронизировать файлы на локальный компьютер.
Хотя некоторые приложения, в частности Zoho CRM или Zoho Projects, имеют продвинутые возможности, доступные за дополнительную оплату, в общем позиция Zoho придерживается обязательства поддерживать бесплатный статус приложений начального уровня. Простая регистрация предоставляет доступ ко всем продуктам Zoho.
Zoho имеет открытый программный интерфейс к приложениям (API) для шести из своих продуктов: Zoho Writer, Zoho Sheet, Zoho Show, Zoho Creator, Zoho Meeting и Zoho Planner. Это дает возможность сторонним разработчикам создавать приложения, использующие службы Zoho. Сама Zoho создает плагины для интеграции Zoho в Microsoft Word и Excel, а также как плагин браузера, может открывать документы и таблицы без установленных текстового процессора и электронных таблиц на компьютере. 
В связи с выходом популярного iPhone, Zoho выпустила мобильную версию Zoho Writer, Sheet и Show, под названием iZoho, доступные на iZoho.com. Zoho также сделала свои приложения доступными на Facebook, после того как социальная сеть открыла свои API.
В своем обзоре потенциально свободной замены Microsoft Office журнал InfoWorld поставил Zoho Office Suite высокие оценки (рассматривались также Google Docs, IBM Lotus Symphony и OpenOffice.org).